# Ralph Boston
Pour les articles homonymes, voir Boston (homonymie).
Ralph Harold Boston, né le 9 mai 1939 à Laurel (Mississippi) et mort le 30 avril 2023, est un athlète américain spécialiste du saut en longueur. Champion olympique en 1960, il a amélioré à cinq reprises le record du monde de la discipline.

## Biographie
Étudiant à l'Université d'État du Tennessee, Ralph Boston se distingue le 12 août 1960, à Modesto, en Californie, en établissant un nouveau record du monde du saut en longueur. Auteur de 8,21 m à son cinquième essai, il améliore de huit centimètres la précédente meilleure marque mondiale détenue par son compatriote Jesse Owens depuis la saison 1935. Figurant parmi les favoris des Jeux olympiques, trois semaines plus tard à Rome, l'Américain remporte le titre avec la marque de 8,12 m, devançant de justesse son compatriote Irvin Roberson (8,11 m) et le Soviétique Igor Ter-Ovanesyan (8,04 m).
Il améliore à deux reprises son propre record mondial en 1961 en franchissant successivement 8,24 m le 27 mai à Modesto, puis 8,28 m le 16 juillet à Moscou. Il enlève trois titres nationaux consécutifs de 1961 à 1963 et remporte par la suite les Jeux panaméricains de São Paulo avec la marque de 8,11 m.

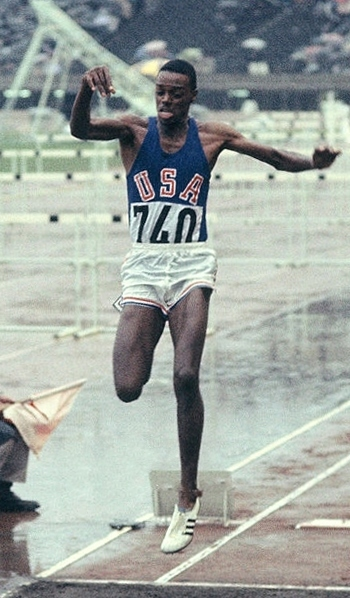
Ralph Boston en 1964.

Dépossédé de son record du monde par Igor Ter-Ovanesyan qui a réalisé 8,31 m en 1962, Ralph Boston devient seul détenteur du record mondial en réalisant 8,34 m en septembre 1964 à Los Angeles. Aux Jeux olympiques de Tokyo, la surprise vient du Britannique Lynn Davies qui s'impose avec 8,07 m devant les deux favoris Ralph Boston et Igor Ter-Ovanesyan (respectivement 2e en 8,03 m et 3e en 7,99 m).
Vainqueur en 1965 de son cinquième titre national consécutif, il s'illustre le 29 mai à Modesto, en établissant le sixième et dernier record du monde de sa carrière avec 8,35 m. Il devient champion des États-Unis en 1966, signant son sixième succès consécutif dans cette compétition. Il conserve son titre de champion panaméricain en s'imposant lors de l'édition 1967, à Winnipeg, avec un saut à 8,29 m.
Aux Jeux olympiques d'été de 1968, à Mexico, Ralph Boston décroche la médaille de bronze — après l'or de 1960 et l'argent de 1964 — avec un saut à 8,16 m dans un concours dominé par son compatriote Bob Beamon, auteur du nouveau record du monde de la discipline avec 8,90 m, marque supérieure de 55 cm à l'ancien record détenu par Igor Ter-Ovanesyan. Il met un terme à sa carrière d'athlète à l'issue de cette compétition.
Il est élu au Temple de la renommée de l'athlétisme des États-Unis en 1974.

## Palmarès

### International
| Date | Compétition        | Lieu      | Résultat | Marque      |
| ---- | ------------------ | --------- | -------- | ----------- |
| 1960 | Jeux olympiques    | Rome      | 1er      | 8,12 m (RO) |
| 1963 | Jeux panaméricains | São Paulo | 1er      | 8,11 m      |
| 1964 | Jeux olympiques    | Tokyo     | 2e       | 8,03 m      |
| 1967 | Jeux panaméricains | São Paulo | 1er      | 8,29 m      |
| 1968 | Jeux olympiques    | Mexico    | 3e       | 8,16 m      |

### National
- Championnats des États-Unis d'athlétisme :
  - Plein air : vainqueur du saut en longueur en 1961, 1962, 1963, 1964, 1965 et 1966[6]
  - Salle : vainqueur du 60 yards haies en 1965, du saut en longueur en 1961[7]
- Championnats NCAA : vainqueur du saut en longueur en 1960[8].

## Records

### Records personnels
| Épreuve          | Performance | Lieu    | Date        |
| ---------------- | ----------- | ------- | ----------- |
| Saut en longueur | 8,35 m      | Modesto | 29 mai 1965 |
| Saut en hauteur  | 2,04 m      |         | 1962        |

### Records du monde
- Record du monde du saut en longueur :
  - 8,21 m le 12 août 1960 à Walnut (Californie) (amélioration de 8 cm du record de Jesse Owens qui datait du 25 mai 1935)
  - 8,24 m le 27 mai 1961 à Modesto (amélioration de son précédent record)
  - 8,28 m le 16 juillet 1961 à Moscou (amélioration de son précédent record, sera battu par Igor Ter-Ovanessian à Erevan le 10 juin 1962)
  - 8,31 m le 15 août 1964 à Kingston (égalisation du record du monde de Igor Ter-Ovanessian mais non considéré comme un record du monde à la suite de l'homologation de manière rétroactive en 2021 par World Athletics du saut de 8,33 m de Phil Shinnick réalisé en 1963.)
  - 8,34 m le 12 septembre 1964 à Los Angeles (amélioration de son précédent record codétenu avec Igor Ter-Ovanessian)
  - 8,35 m le 29 mai 1965 à Modesto (amélioration de son précédent record, sera égalé par Igor Ter-Ovanessian en 1967, puis battu de 55 cm par Bob Beamon à Mexico le 18 octobre 1968)